# Staurodiscus nigricans
Staurodiscus nigricans is een hydroïdpoliep uit de familie Laodiceidae. De poliep komt uit het geslacht Staurodiscus. Staurodiscus nigricans werd in 1899 voor het eerst wetenschappelijk beschreven door Agassiz & Mayer. 